# سبد

سبدهایی از جنس لیف خرما (جلو) و حصیر (عقب)، بافق

سَبَد ظرفی است که به شکل سنتی از الیاف گیاهی بافته می‌شود. سبد معمولاً از چوب، نی و غیره درست می‌گردد. این ظرف بیشتر برای نگهداری یا حمل مواد جامد خانگی مورد استفاده قرار می‌گیرد. از سبد اغلب برای درو، ذخیره‌سازی و جابجایی اشیاء استفاده می‌شود.

## نگارخانه

سبد نان اثر سالوادور دالی
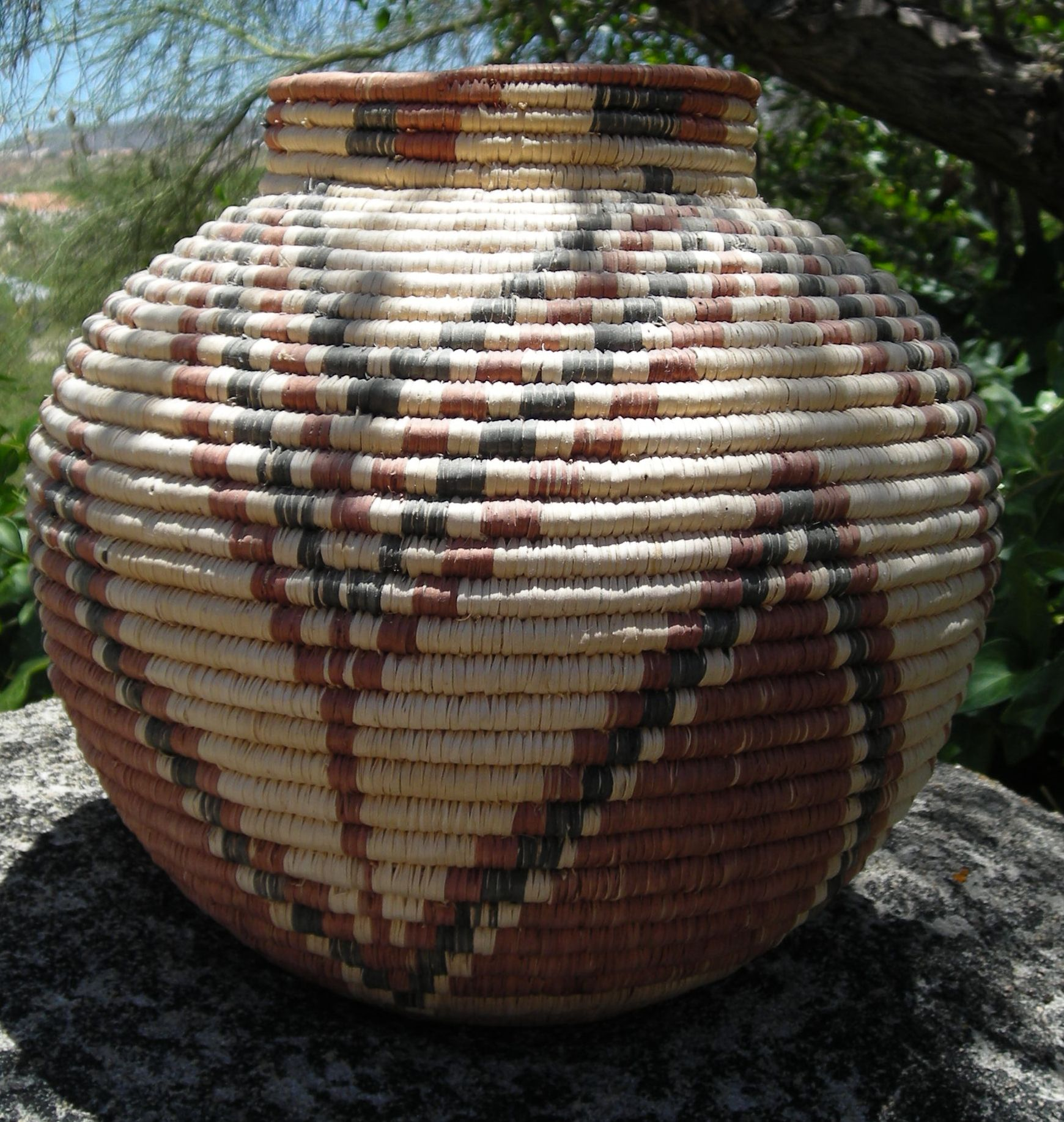
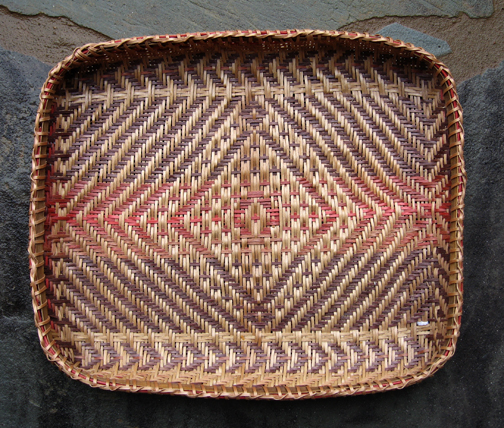
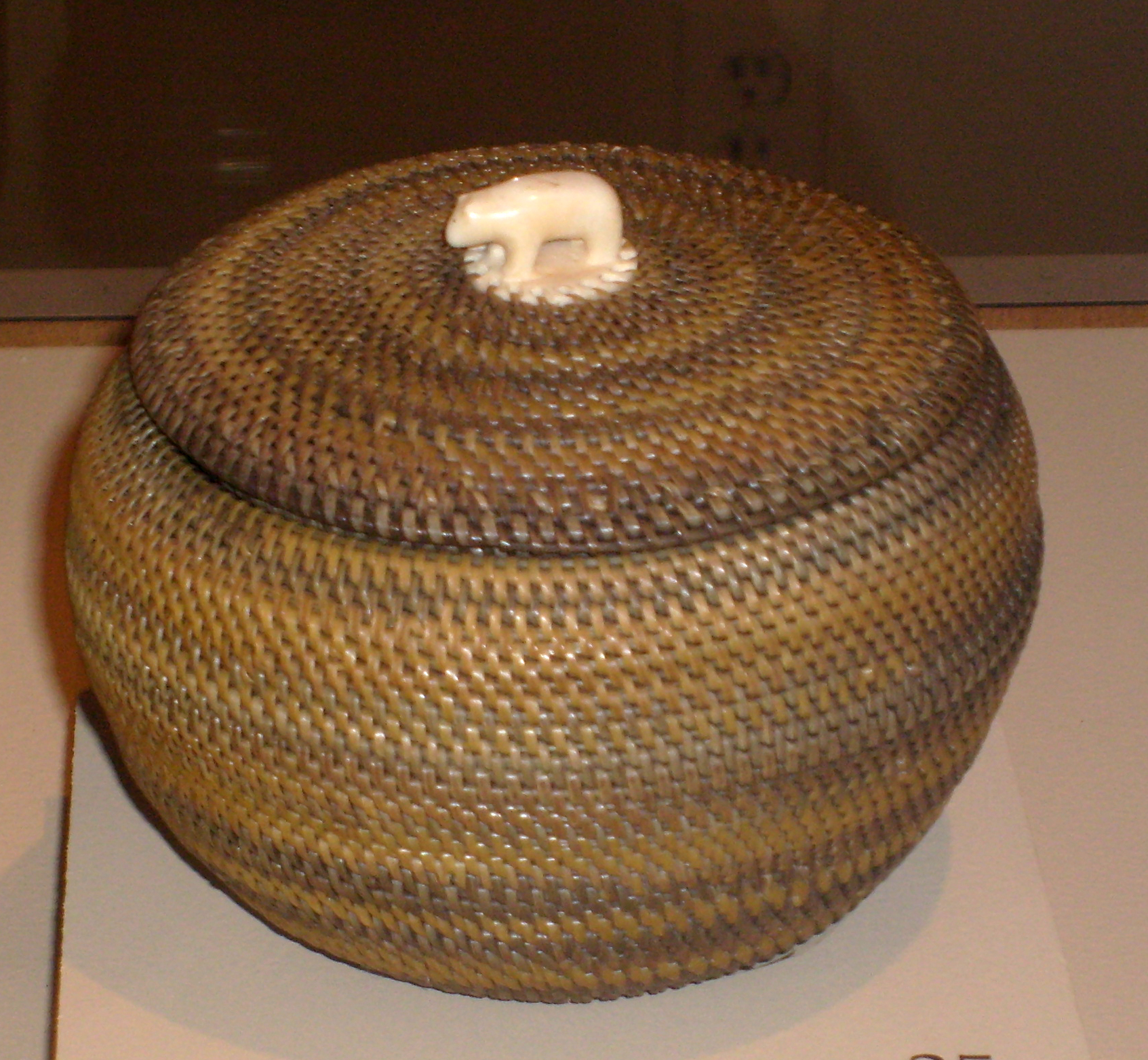
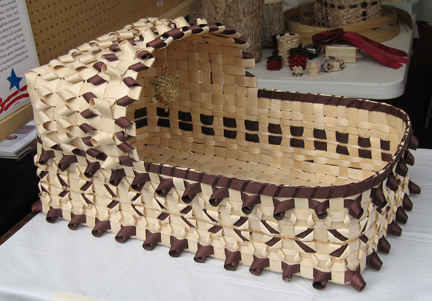
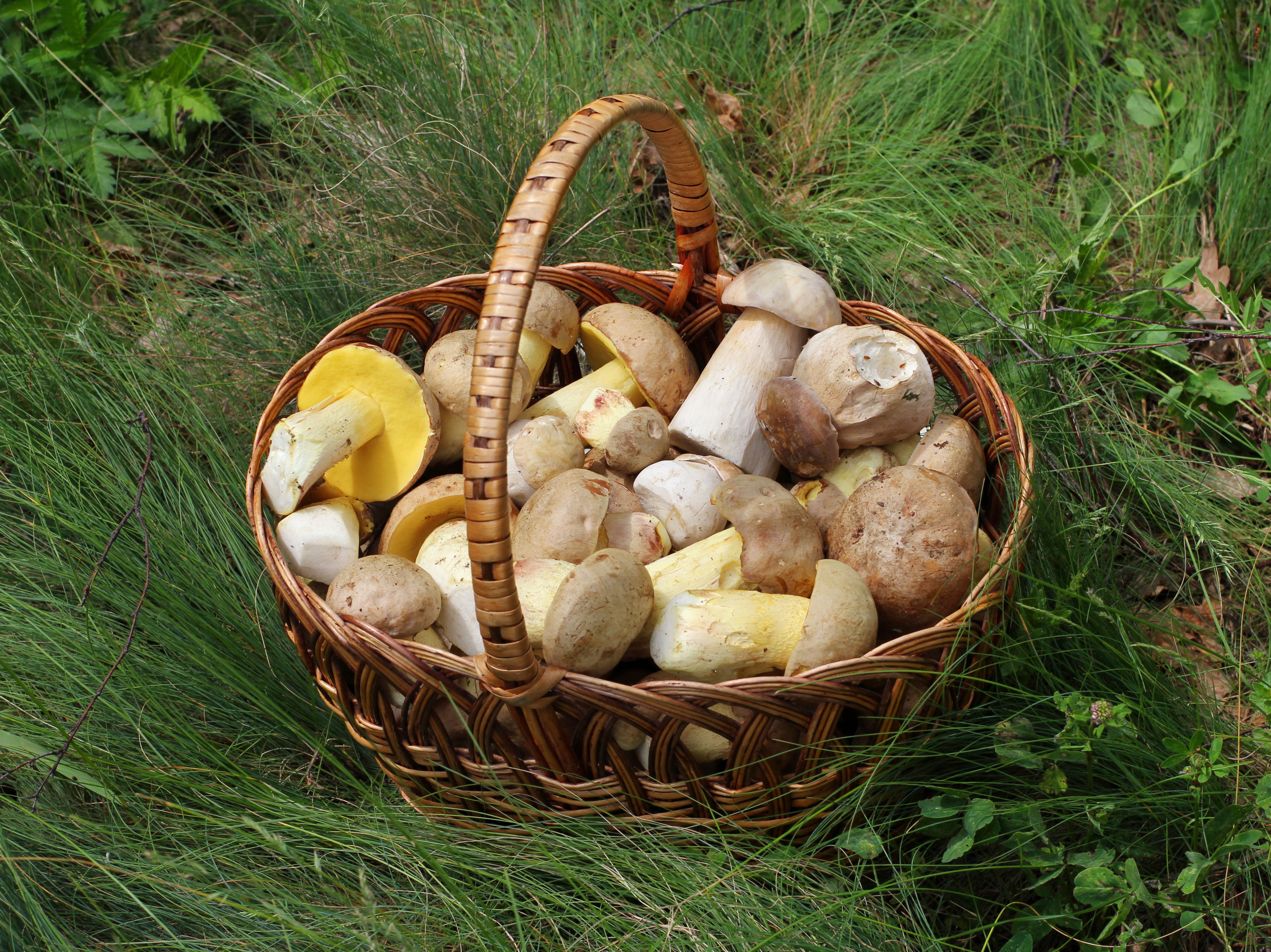